# Куклов
Куклов (на словашки: Kuklov) е село в окръг Сеница, Търнавски край, Западна Словакия. Населението му е 775 души.
Разположено е на 160 m надморска височина, на 25 km западно от град Сеница. Площта му е 18,7 km². Кмет на селото е Петер Мраз.